# 유윌 네버 겟 리치
유윌 네버 겟 리치(You'll Never Get Rich)는 미국에서 제작된 시드니 랜필드 감독의 1941년 코미디, 뮤지컬, 멜로/로맨스 영화이다. 아릭 캐플런 등이 주연으로 출연하였고 사무엘 비쇼프 등이 제작에 참여하였다.

## 출연

### 주연
- 아릭 캐플런
- 리타 헤이워드

### 조연
- 로버트 벤츨리
- 존 허바드
- 오사 메슨
- 프리에다 인에스코트
- 귄 빅 보이 윌리엄스
- 도널드 맥브라이드
- 마저리 게이트슨
- 앤 슈메이커
- 보이드 데이비스
- 샘 애쉬
- 에디 코크
- 몬트 콜린스
- 할 K. 도슨
- 레스터 도어
- 프랑크 퍼거슨
- 해롤드 굿윈
- 로버트 호먼스
- 그웬 케니언
- 에디 로튼
- 에드워드 맥웨이드
- 제임스 밀리칸
- 프랭크 밀스
- 게리 오웬
- 폴 필립스
- 잭 라이스
- 팀 라이언
- 케이 세인트 거메인 웰스
- 해리 스트랭
- 프랭크 설리
- 도로시 버넌
- 이멧 보겐
- 프랭크 웨인
- 래리 윌리엄스

## 제작진
- 원조: 마이클 페시어
- 의상: 아이린
- 의상: 로버트 칼로크